# UniProt
UniProt (de universal protein) es un repositorio central de datos gratuito sobre proteínas. Esto lo ha convertido en el recurso líder a nivel mundial en cuanto al almacenamiento de información sobre proteínas. La mayoría de entradas proviene de proyectos de secuenciación del genoma, y se encuentran publicadas en revistas científicas. 

## El consorcio UniProt
El consorcio UniProt comprende el Instituto Europeo de Bioinformática (EBI), el Instituto Suizo de Bioinformática (SIB), y Protein Information Resource (PIR). EBI se encuentra localizado en el Wellcome Trust Genome Campus en Hinxton (Reino Unido). Este cuenta con una gran fuente de bases de datos y de servicios bioinformáticos. SIB se encuentra en Ginebra (Suiza). Mantiene los servidores de ExPASy (Expert Protein Analysis System), los cuales son un recurso central para herramientas proteómicas, así como para bases de datos. PIR se encuentra en la National Biomedical Research Foundation (NBRF), localizada en el Hospital Universitario de Georgetown, en Washington D. C. (Estados Unidos). PIR es heredera de la base de datos más antigua de secuencia de proteínas, el Atlas de Secuencia y Estructura de Proteínas, publicada en 1965 por Margaret Dayhoff. En 2002, EBI, SIB, y PIR unieron fuerzas en el consorcio UniProt.

## Las raíces de las bases de datos UniProt
Cada miembro del consorcio está muy involucrado en el mantenimiento y la anotación de la base de datos de proteínas. Hasta hace poco, EBI y SIB producían juntas las bases de datos Swiss-Prot y TrEMBL, mientras que PIR producía la base de datos de secuencias de proteínas (PIR-PSD). Estas bases de datos coexistieron con diferentes prioridades de anotación y cobertura de secuencias de proteínas .
Swiss-Prot fue creado en 1986 por Amos Bairoch durante su doctorado y desarrollado por el Instituto Suizo de Bioinformática y posteriormente desarrollado por Rolf Apweiler en el Instituto Europeo de Bioinformática . Swiss-Prot tenía como objetivo proporcionar secuencias de proteínas confiables asociadas con un alto nivel de anotación (como la descripción de la función de una proteína, su estructura de dominio , modificaciones postraduccionales , variantes, etc. ), un nivel mínimo de redundancia y alto nivel de integración con otras bases de datos. Reconociendo que los datos de secuencia se estaban generando a un ritmo que excedía la capacidad de Swiss-Prot para mantenerse al día, se creó TrEMBL (Translated EMBL Nucleotide Sequence Data Library) para proporcionar anotaciones automatizadas para aquellas proteínas que no están en Swiss-Prot. Mientras tanto, PIR mantuvo el PIR-PSD y las bases de datos relacionadas, incluida iProClass , una base de datos de secuencias de proteínas y familias seleccionadas.
Los miembros del consorcio combinaron sus recursos y experiencia superpuestos y lanzaron UniProt en diciembre de 2003.